# 趋光性

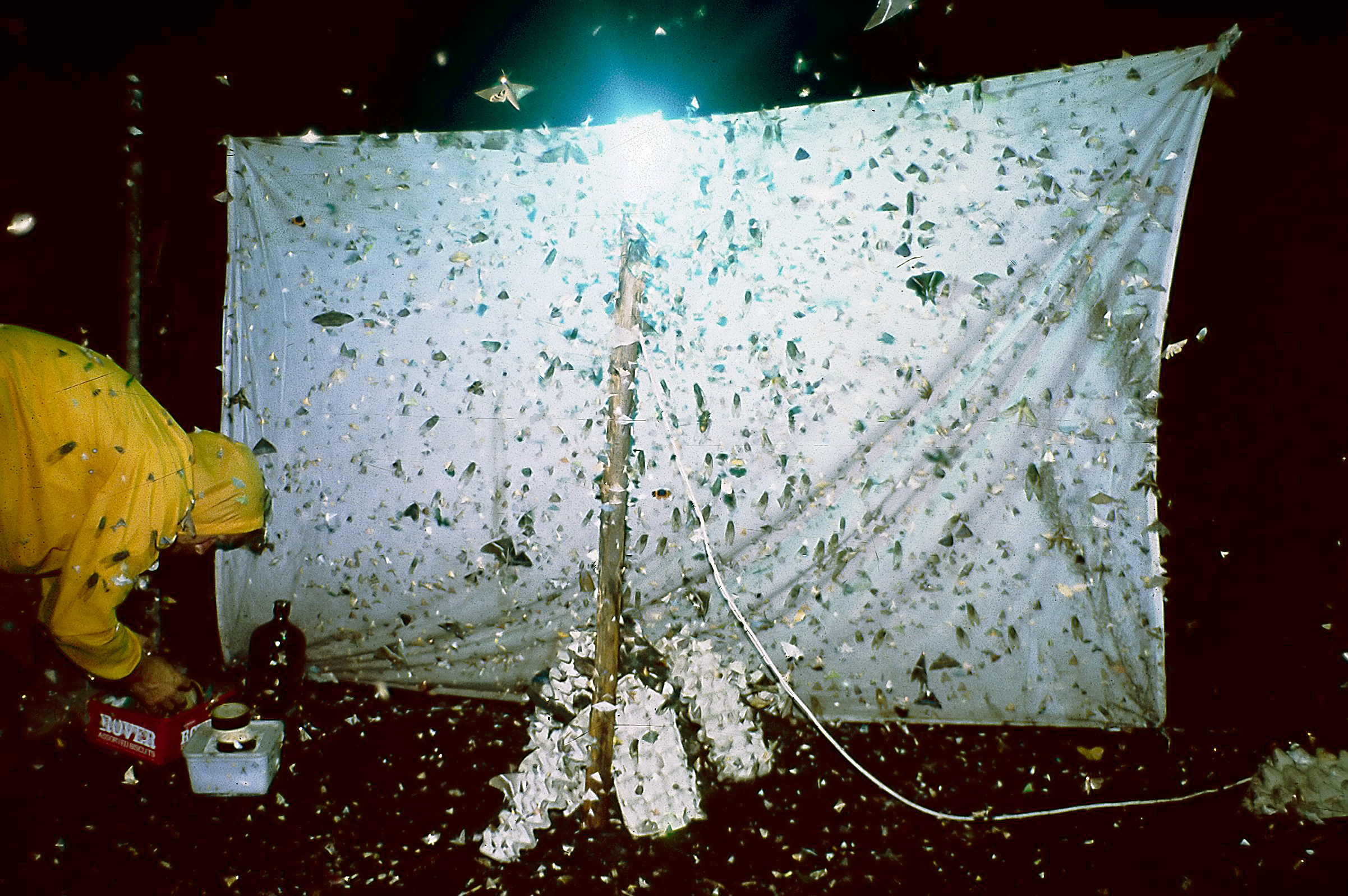
飞蛾有趋光性行为，但不是趋光性昆虫。

趋光性（英語：Phototaxis）是一种生物对光靠近或者远离的趋性。

## 生理
在有趋光性的生物中，拥有正趋光性的会靠近光源，而有负趋光性的会躲避光线的刺激。这样对于植物等自养生物来说十分重要，因为趋光性可以帮助植物获得更多阳光以进行光合作用(植物的"正趨光性"稱為"向光性"，"负趨光性"稱為"背光性")。
飞蛾之类具有复眼的夜间飞行的昆虫，常被误认为具有趋光性，这是一个认知偏误。虽然飞蛾在实际行为上表现为趋向光源飞行，事实上这是因为人造光源（如：火把，电灯）的光线与自然光线（阳光，月光，星光）不同，前者呈放射状，后者接近平行光。自然状态下通过保持平行光线的夹角修正自己的飞行路线，保持直线飞行。而人造光源呈现放射状，干扰了飞蛾的判断，与光源保持锐角飞行的飞蛾就表现成螺旋状飞向光源。